# Kidurzaisruli

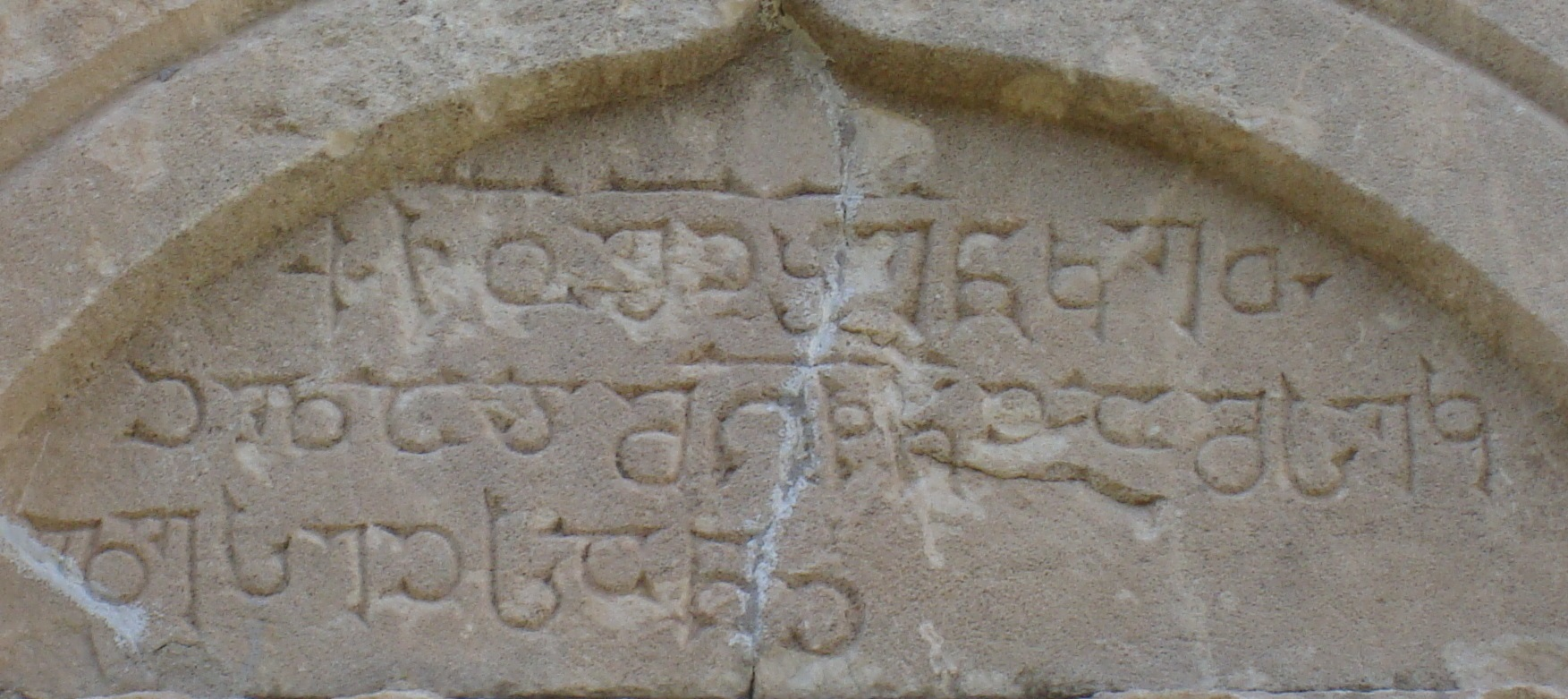
Kidurzaisruli-Inschrift aus 11. Jahrhundert, Mrawaldsali-Kirche, Ratscha

Kidurzaisruli (georgisch კიდურწაისრული, kʼɪdʊrt͡sʼɑɪsrʊlɪ; deutsch etwa: „spitzpfeilig“) ist eine kalligrafische, dekorative Variante der georgischen Schrift Assomtawruli. Stilistisch ist sie mit lateinischen Serifen-Schriften verwandt. Ihre Eigenart sind die durch dreieckige, pfeilformige Elemente abgeschlossenen Buchstabenstriche. Kidurzaisruli-Schrift erscheint als dekoratives Alphabet für Inschriften erst am Ende des 10. Jahrhunderts und ist bis in die Mitte des 11. Jahrhunderts weit verbreitet. Einige Inschriften stammen aus dem 12. Jahrhundert; darunter befinden sich auch die Inschriften der Kreuze von König Dawit IV. dem Erbauer und von Königin Tamar. Auf das 12. Jahrhundert werden auch einige Kidurzaisruli-Inschriften der Kathedralen Samtawissi, Tighwi und Nikorzminda datiert. Bei diesen Inschriften stellt die pfeilförmige Endung allerdings kein Hauptmerkmal mehr dar. Als eine Variante der Kidurzaisruli-Schrift wird eine auf 1218 datierte georgische Inschrift aus Ani betrachtet.
Der historische Name dieser georgischen Schriftart ist nicht bekannt. Erst 1926 wurde die Schrift von dem georgischen Wissenschaftler Iwane Dschawachischwili beschrieben. Dschawachischwili bezeichnete sie als Tqubzwetiani (georgisch ტყუბწვეტიანი, dt. „doppeldornig“). 1942 taucht bei Lewan Muschelischwili der Begriff Kidurisrebiani (georgisch კიდურისრებიანი, dt. etwa „mit Pfeilen am Ende“) auf, er selbst verwendete jedoch weiter den Begriff Tqubzwetiani. Die heute weit verbreitete Bezeichnung Kidurzaisruli taucht erst in den 1970er Jahren auf und geht auf den Paläografen Waleri Silogawa zurück. 
Unter Wissenschaftlern gibt es keine Einigung, wo die Kidurzaisrusli-Schrift entstanden sein könnte. Bis in die 1940er Jahre wurden für die Kidurzaisruli Belege nur in Ostgeorgien und besonders in der Region Innerkartlien gefunden. Deshalb wurde angenommen, dass es sich um eine ostgeorgische Schriftart handele. Allerdings wurden später Inschriften in Kidurzaisrulischrift auch in Westgeorgien gefunden. Die älteste davon befindet sich in der Bagrati-Kathedrale (978–1001), in der westgeorgischen Region Imeretien. Mehrere Inschriften wurden auch in Abchasien gefunden. Nach heutigen Daten sind etwa 50 Kidurzaisruli-Inschriften untersucht und mittlerweile überwiegen westgeorgische Beispiele. Aus diesem Grund scheint Kidurzaisruli eher in Westgeorgien entstanden zu sein. 2013 wurden von dem Historiker Buba Kudawa in der historischen südgeorgischen Region Tao-Klardschetien (heute Türkei) auf der Wand der Ischchani-Kirche zwei Kidurzaisruli-Inschriften gefunden; Dementsprechend umfasst die Verbreitung Kidurzaisrulis unabhängig vom Entstehungsort das ganze Gebiet des mittelalterlichen Georgiens.